# خانواده آدامز (مجموعه پویانمایی ۱۹۹۲)
خانواده آدامز (انگلیسی: The Addams Family) یک مجموعه پویانمایی تلویزیونی آمریکایی است که در توسط هانا-باربرا تولید و از سال ۱۹۹۲ تا ۱۹۹۳ میلادی از شبکهٔ اِی‌بی‌سی پخش شد.
این مجموعه بر اساس یک داستان مصور به همین نام (اثرِ چارلز آدامز) ساخته شد و دومین مجموعهٔ کارتونی بود که بر اساس آن تولید شد. (پیش از آن یک نسخه دیگر در سال ۱۹۷۳ ساخته شده بود)